# Уголок Смоленского кладбища в Петербурге
«Уголок Смоленского кладбища в Петербурге» (укр. Куток Смоленського кладовища в Петербурзі) — рисунок Тараса Шевченко, выполненный им в Санкт-Петербурге летом 1840 года. Карандаш, сепия. Размер — 17,8 × 26,5 см. На обороте рисунка есть эскизы и наброски.
В повести «Художник» Шевченко писал:

«В продолжение лета постоянно занимался в классах и рано по утрам ходил с Иохимом на Смоленское кладбище лопухи и деревья рисовать».

Говоря об этюдах на Смоленском кладбище, Шевченко вспоминает о картине «Нищий мальчик, дающий хлеб собаке», написанной в 1840 году, на основании чего и датируется рисунок.
Зарисовки на Смоленском кладбище упоминаются также в воспоминаниях Г. Н. Честаховского и Л. Н. Жемчужникова.
Рисунок в литературе встречается под названиями «Кладбище» и «Лопухи на кладбище».
Рисунок хранится в Национальном музее Тараса Шевченко. Предыдущие места хранения: сборник Д. Л. Мордовца, Черниговский областной исторический музей, Галерея картин Т. Г. Шевченко (Харьков).